# Dipturus crosnieri
Dipturus crosnieri  (лат.) — вид хрящевых рыб семейства ромбовых скатов отряда скатообразных. Обитают в западной части Индийского океана между 22° ю. ш. и 23° ю. ш. Встречаются на глубине до 850 м. Их крупные, уплощённые грудные плавники образуют диск в виде ромба с заострённым рылом. Максимальная зарегистрированная длина 61 см.

## Таксономия
Впервые вид был научно описан в 1989 году как Raja crosnieri. Голотип представляет собой половозрелого самца длиной 57,3 см, пойманного у юго-западного побережья Мадагаскара (22°05′ ю. ш. 43°00′ в. д.) на глубине 300—850 м. Паратипы:  неполовозрелые самцы длиной 26,4—48,1 см, неполовозрелые самки длиной 16,1—41,4 см, взрослые самки длиной 57,5—61 см и взрослые самцы длиной 55,4—59,7 см, пойманные там же. Вид назван в честь онколога Алана Кроснье, инициировавшего в 70-е годы прошлого века исследования глубоких вод Мадагаскара и доверившего автору ценную коллекцию мадагаскарских скатов.

## Ареал
Эти батидемерсальные скаты являются эндемиками вод, омывающих Мадагаскар. Встречаются на континентальном шельфе на глубине 300—850 м.

## Описание
Широкие и плоские грудные плавники этих скатов образуют ромбический диск с треугольным вытянутым рылом и закруглёнными краями. На вентральной стороне диска расположены 5 жаберных щелей, ноздри и рот. На длинном хвосте имеются латеральные складки. У этих скатов 2 редуцированных спинных плавника и редуцированный хвостовой плавник. 
Ширина диска в 1,3 раза больше длины. Длина рыла в 4,3—5 раз превышает преорбитальное расстояние. Удлинённое и заострённое рыло образует угол 71—87° (у молодых скатов 90—95°). Глаза крупные, диаметр по горизонтали равен межглазничному расстоянию. Брызгальца в два раза меньше глаз. Птеригоподии у взрослых самцов очень длинные и тонкие, их длина составляет 42—52 % длины хвоста, кончики слегка расширяются. Хвост длинный и тонкий, слегка расширяется на уровне первого спинного плавника, его длина равна расстоянию от кончика рыла до клоаки и 45—54 % длины тела. Диск вдоль переднего края покрыт шипам. Имеются орбитальные шипы и шип в затылочной области. Вдоль хвоста пролегает срединный ряд из 14—31 колючек. У взрослых самок имеются латеральные ряды шипов. Окраска дорсальной поверхности диска ровного коричневого или сероватого цвета. Вентральная поверхность коричневая, у молодых особей покрыта белыми крапинками. Хвост коричневатый, кончик чёрный. Ростральный хрящ удлинённый, его длина составляет до 60 % длины черепа. На верхней челюсти 31—37 зубных рядов. Туловищных позвонков 28—31. Хвостовых позвонков 51—60. Лучей грудных плавников 84—91. Максимальная зарегистрированная длина 61 см.

## Биология
Подобно прочим ромбовым эти скаты откладывают яйца, заключённые в жёсткую роговую капсулу с выступами на концах. Эмбрионы питаются исключительно желтком. Самцы и самки достигают половой зрелости при длине 55 и 57 см.

## Взаимодействие с человеком
Не представляют коммерческой ценности. Возможно попадаются в качестве прилова. В ареале ведётся незначительный глубоководный промысел. Глубоководные биоресурсы прибрежных вод Мадагаскара обеднены чрезмерным использованием. Популяция хрящевых рыб, населяющая континентальный склон, значительно сократилась. Международный союз охраны природы оценил охранный статус вида как «Уязвимый».